# Polykristall

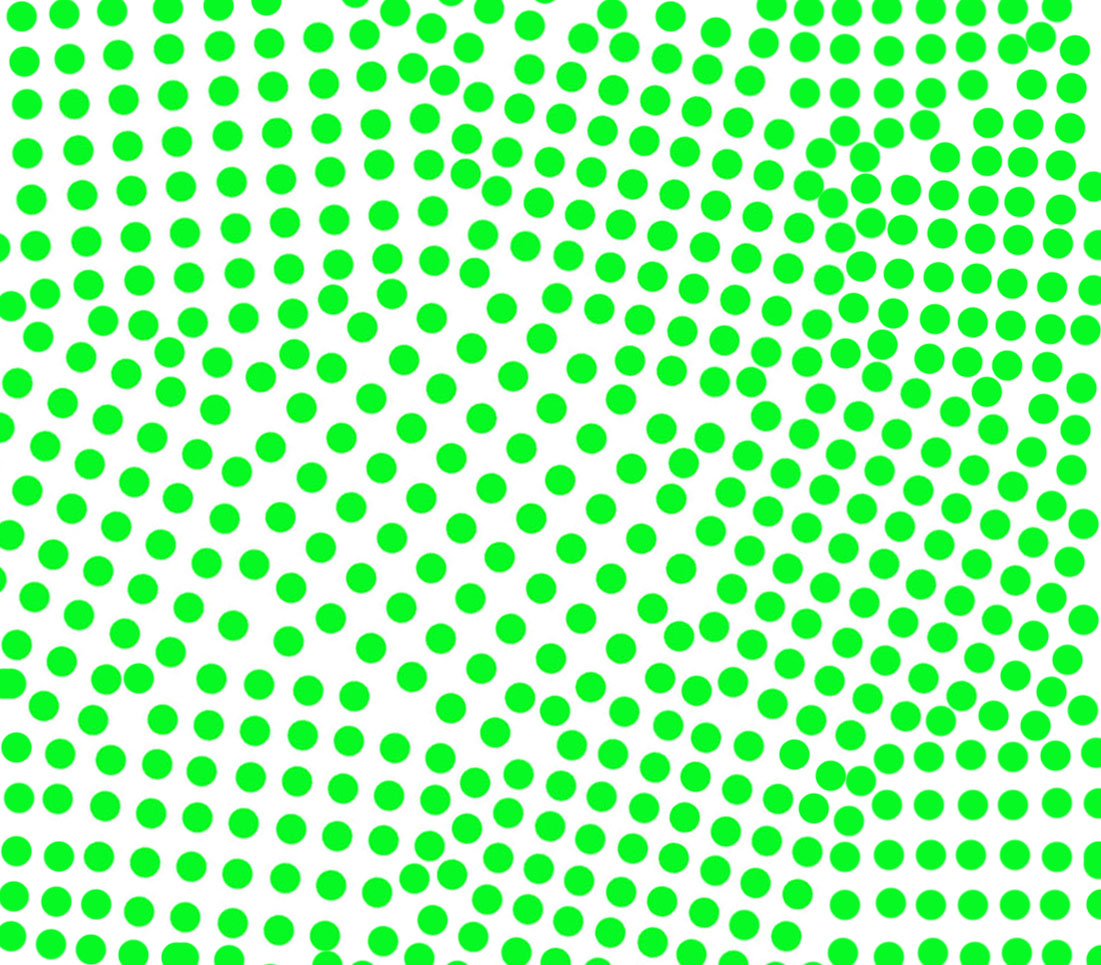
Schematische Darstellung der Kristalliten eines Polykristalls

Ein Polykristall (auch Multikristall oder seltener Vielkristall) ist ein kristalliner Festkörper, der aus einem Verbund aus vielen kleinen Einzelkristallen (Kristalliten) besteht, wobei die Einkristalle durch Korngrenzen voneinander getrennt sind. Die einzelnen Kristalliten können je nach Prozessführung bzw.  Entstehungsgeschichte unterschiedliche Größen annehmen. Im Allgemeinen werden Werkstoffe mit Kristalliten im Größenbereich Mikrometer bis Zentimeter als polykristallin bezeichnet. Die Größe der Cluster ist bei Metallen von besonderem Interesse. Siehe auch: Primärgefüge

## Abgrenzung
Stoffe mit kleinen Kristalliten werden häufig als mikrokristallin oder (selten) als nanokristallin bezeichnet. Ein Kristall, dessen Bausteine ein durchgehend einheitliches und homogenes Kristallgitter bilden, wird Einkristall oder Monokristall genannt.
Die meisten kristallinen Festkörper in der Natur sind polykristallin. Die polykristalline Struktur wird daher oft nicht erwähnt, sondern als Normalfall angenommen. Es gibt aber auch Stoffe, die als Einkristalle entstehen: Beispielsweise haben Diamanten eine fast perfekt monokristalline Form.

## Verwendung
Da Metalle in der Regel zu Polykristallen erstarren, haben – von wenigen Ausnahmen abgesehen (Turbinenschaufeln werden teilweise aus Einkristallen hergestellt) – Strukturwerkstoffe wie Stahl, Aluminium und Titan eine polykristalline Struktur. Aus diesem Grund haben metallische Werkstoffe mit zufälliger Textur trotz ihrer Kristallanisotropie isotrope Eigenschaften.
In der Technik werden Polykristalle des Weiteren für Solarzellen verwendet (polykristallines Silicium). Sie sind in der Regel kostengünstiger herzustellen als Solarzellen aus monokristallinem Silicium, das auch zur Herstellung von Microchips eingesetzt wird, zeigen jedoch einen geringeren Wirkungsgrad.
Künstliche polykristalline Diamanten werden in der Holz-, Kunststoff- und Nichteisenmetall-Bearbeitung als Schneidwerkzeuge eingesetzt.

## Elastische Eigenschaften
Im Falle der statistischen Gleichverteilung aller räumlichen Orientierungen der Körner, die an sich einkristallin und elastisch-anisotrop sind, werden dem Polykristall nach außen hin isotrope elastische Festkörpereigenschaften wie Elastizitäts-, Schub- und Kompressionsmodul verliehen.
Werden jene Module nun aus gemessenen Daten der zugehörigen Einkristalle berechnet, so haben sich dafür zwei Grenzfälle der statistischen Mittelung herausgebildet:
- Bei Annahme einer einheitlichen Deformation aller Körner des Polykristalls ergeben sich unterschiedliche Spannungen aufgrund der Orientierungsabhängigkeit der Komponenten des Elastizitätstensors (engl. stiffness tensor), so dass über letztere gemittelt wird (Mittelwerte nach Woldemar Voigt (1887)).[2]
- Bei Annahme einer einheitlichen Spannung aller Körner werden sich dafür unterschiedliche Deformationen ergeben, so dass über die elastischen Koeffizienten (Nachgiebigkeitstensor, engl. compliance tensor) gemittelt wird (Mittelwerte nach András Reuss (1929)).[3]

Die Mittelwerte nach Voigt sind grundsätzlich größer als die nach Reuss. Gemessene Werte dieser Module liegen typischerweise zwischen beiden Mittelwerten: die voigtschen Mittelwerte bilden daher die obere Grenze, die reussschen die untere. Daher schlug Hill 1952 vor, das arithmetische Mittel aus voigtschem und des reussschem Mittelwert als theoretische Näherung zu nehmen, heute oft als Voigt-Reuss-Hill-Mittelwert bezeichnet.  Engere theoretische Grenzen als die Mittelwerte nach Voigt und Reuss ergeben sich für die Festkörpermodulen nach der Rechenmethode von Hashin und Shtrikman von 1962/63.
Ein Berechnungsprogramm in der Sprache FORTRAN für alle oben genannten Modulwerte für Polykristalle wurde 1987 in gedruckter Form veröffentlicht.